# Openbare en Nationale Bibliotheek van Groenland
De Openbare en Nationale Bibliotheek van Groenland (Groenlands: Nunatta Atuagaateqarfia, Deens: Det Grønlandske Landsbibliotek) is de nationale bibliotheek van Groenland in Nuuk.
Het Openbare gedeelte bevindt zich in het centrum van de hoofdstad. Een tweede locatie is bij Universiteit van Groenland, waar ook de historische collecties liggen opgeslagen.